# بري مونرو
بري مونرو (بالإنجليزية: Bree Munro)‏ هي متزحلقة حرة أسترالية، ولدت في 12 مايو 1981 في ملبورن في أستراليا.

## وصلات خارجية
- بري مونرو على موقع أوليمبيديا (الإنجليزية)
- بري مونرو على موقع اللجنة الأولمبية الأسترالية (الإنجليزية)